# 羅沙達街
羅沙達街 (葡萄牙語：Rua de Alves Roçadas) 是澳門望德堂區北部的其中一條街道，它在飛良韶街的交界向東延展，在巴士度街交界止，長約60米。

## 名稱由來
這條街道是以澳門總督羅沙達 (José Augusto Alves Roçadas) 中 () 的粵語音譯命名。

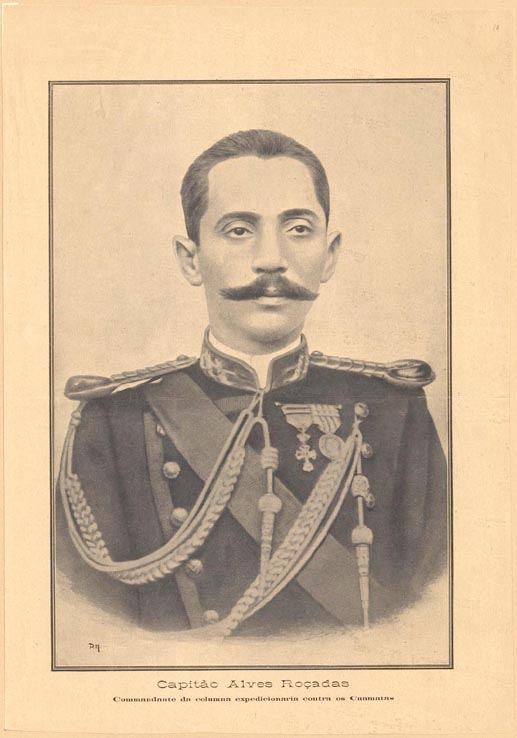
羅沙達 (Alves Roçadas)

羅沙達在1865年4月6日出生於葡萄牙王國雷阿爾城，1908年調任澳門總督，任期為一年。